# Virgen del Mirón
La Virgen del Mirón es una advocación mariana que se venera en la ermita de su nombre, en la ciudad de Soria (Castilla y León, España), en el cerro del mismo nombre y junto al río Duero.

## Historia
Se ha querido atribuir la fundación de su primitiva iglesia al rey suevo Teodomiro, cuyo hijo se llamó Miro, en el siglo VI. Lo cierto es que en el padrón de vecinos que mandó hacer el rey Alfonso X en 1270, ya aparecía la antigua parroquia, que lo fue hasta 1585. 
La leyenda popular cuenta que un labrador encontró que los bueyes se paraban repetidamente en un punto. Este hecho se repitió varias veces sin que el hombre pudiera hacerles avanzar. En un momento determinado escuchó una voz que decía repetidamente: "¡Mira, Mirón!". Impresionado por el suceso, dio parte de lo sucedido a las autoridades de la aldea que fueron allí y comprobaron el hecho milagroso de que los bueyes no avanzaban. Mandaron excavar en ese punto y desenterraron la talla de una virgen a la que denominaron Nuestra Señora del Mirón. Porque se da el caso de que el labrador, al descubrirse la estatua, cayó al suelo repitiendo una y otra vez: "¡Mira, Mirón!, ¡mira, Mirón!". De ahí que dichas autoridades mandaran levantar la primitiva ermita.
En 1630, cuando  la veneración hacia San Saturio, que después sería nombrado patrón de la ciudad, creció,  se hermanaron las cofradías del santo y de la virgen, con el fin de procesionar las imágenes de forma conjunta, y así aplacar un año de sequías.  En 1703 se levantó la nueva ermita de San Saturio y se quiso hacer lo mismo con la iglesia de Nuestra Señora del Mirón para emular la suntuosidad de la anterior. Se echó abajo casi toda la iglesia románica y gótica a excepción del ábside, que actualmente es la sacristía, edificándose una nueva, cuya obra finalizó en 1745. Diez años más tarde, para concretar aún más el hermanamiento de ambas ermitas, se construyó sobre una columna la figura de San Saturio.

## Festividad
La fiesta de la Virgen del Mirón, se celebra el domingo anterior al día de San Isidro, el 15 de mayo, por ser patrona de los labradores sorianos. El santuario del Mirón y su Virgen son titulares de una Concordia, en la que estaba representada no solo la ciudad de Soria, sino también de los 150 pueblos de la mancomunidad agrupados, en cinco sexmos. 

## Iconografía
La imagen de la Virgen data del siglo XIV. Es una talla un poco tosca en cuanto a los rasgos faciales de la Virgen y del Niño. Tiene a Jesús en el brazo izquierdo y una manzana en la mano derecha. Hace unos años se restauró ya que estaba en muy malas condiciones.